# Kleine Harzburg
Die Kleine Harzburg ist die Ruine einer hochmittelalterlichen Spornburg auf einem Sporn 300 m nördlich der Großen Harzburg bei Bad Harzburg im niedersächsischen Landkreis Goslar.

## Beschreibung

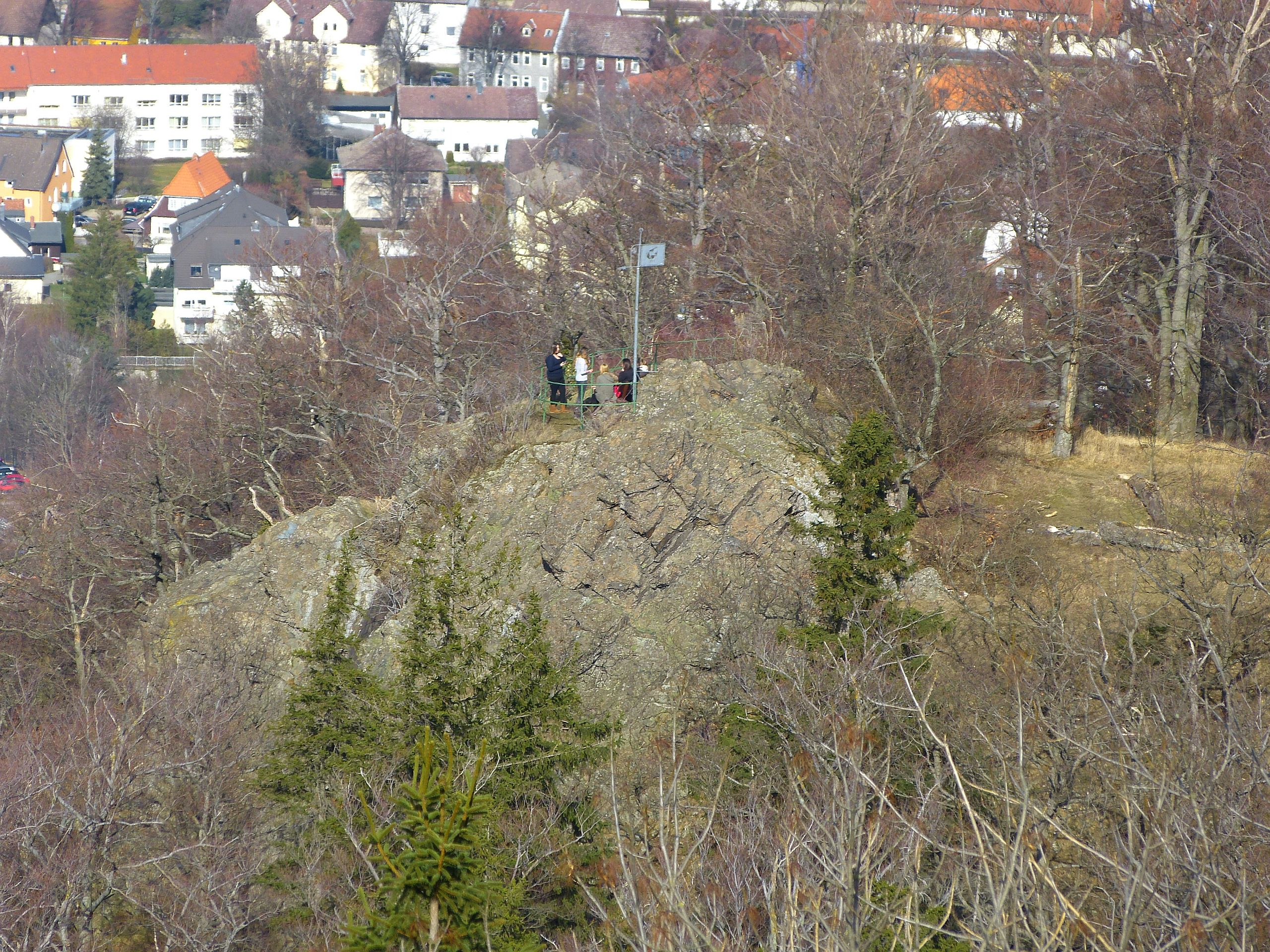
Blick vom Großen zum Kleinen Burgberg

Die Kleine Harzburg liegt auf dem Kleinen Burgberg, einem nördlichen Nebengipfel des Großen Burgbergs, mit ihrem höchsten Punkt in der Südwestecke. Die unregelmäßig trapezförmige Hauptburg besitzt eine Ausdehnung von ca. 53 × 87 m. Die Ringmauer folgt in unregelmäßigem Verlauf der Geländekante, die Hauptbauten waren von innen an die Ringmauer angelehnt. Im Norden und Osten umzieht ein Graben mit Vorwall die Hauptburg, im Westen machte der steile Hang einen Graben überflüssig. Spuren eines zweiten Walls mit Graben sind im Norden 20 m tiefer am Hang sichtbar. Südlich der Hauptburg durchschneidet ein mächtiger Halsgraben von 15–20 m Breite den Bergrücken und den älteren Burggraben. Ein zweiter Halsgraben grenzt eine etwa 30 m breite Vorburg ab, die zu den Halsgräben hin noch jeweils einen Wall aufweist. Ein runder Erdhügel im Osten über dem äußeren Halsgraben markiert möglicherweise den Standort eines Turms. 
Im Südosten des Burgareals liegt der große Palas von 25 × 7 m Größe, der durch eine Querwand unterteilt wird. Nördlich ist in der Grabungsdokumentation ein zweiter, größerer Bau verzeichnet. Neben ihm befindet sich der Brunnen, der 1905 bis in 32 m Tiefe freigeräumt wurde. Im Gelände sind noch die Vertiefungen zweier Keller und eine Zisterne erkennbar. Der Zugang erfolgt von Südwesten, eine Toranlage ist aber nicht erkennbar.
Die in der früheren Forschung angenommene Errichtung der Burg in zwei Phasen, von denen die zweite nicht vollendet wurde, wird mittlerweile angezweifelt. Zu dieser Hypothese kann es durch die zur Zeit der Grabungen am Anfang des 20. Jahrhunderts noch unvollkommene Grabungstechnik gekommen sein.

## Geschichte
Es gibt keine historischen Nachrichten, die sich ausdrücklich auf die Kleine Harzburg beziehen ließen. Datierung und Rolle der Burg wurden deshalb in der Forschung kontrovers diskutiert. Am plausibelsten erscheint die Deutung als vorgeschobene Bastion der Großen Harzburg. Sie wäre somit gleichzeitig mit dieser ebenfalls unter Heinrich IV. nach 1068 entstanden. Dafür sprechen auch die Ähnlichkeiten in Bautechnik und Bauform. Damit wäre anzunehmen, dass auch die Kleine Harzburg den Status einer Reichsburg besaß. Die Funde legen eine kurze Existenzdauer nahe. Der Nutzungszeit der Großen Harzburg unter Otto IV. im beginnenden 13. Jahrhundert können keine Artefakte zugewiesen werden. Der Archäologe Wolf-Dieter Steinmetz nimmt an, dass die Burg nach der vorübergehenden Aufgabe der Großen Harzburg 1076 wüst blieb.